# Inti Punku
Intipuncu o Inti Punku (en quechua sol y puerta, que traducido al español: puerta del sol) es un sitio arqueológico en el departamento del Cuzco en el sur del Perú. El sitio fue en sus origines el principal puesto de control de ingreso y salida de la ciudad sagrada de Machu Picchu. y al camino inca que llevaba a dicha llacta.
Es una de las construcciones arqueológicas más importantes alrededor del sitio de Machu Picchu. Inti Punku era resguardada por el ejército inca, en particular fue el acceso principal desde la entonces capital imperial de Cusco hacia el sureste. Además de su uso militar también estaba dedicado al culto del Inti, el dios Sol. Debido a su ubicación en una cresta al sureste de la montaña Machu Picchu, el sol naciente pasaría por la Puerta del Sol cada año en el solsticio de verano. Se encuentra a 2745 metros sobre el nivel del mar. La altitud de ascenso al Inti Punku desde Machu Picchu es de 290 metros. Su arquitectura es variada con ventanas y portones sostenidos por terrazas. En tiempos actuales de la República Peruana, Intipuncu es una entrada turística al Santuario histórico de Machu Picchu.

## Descripción de la ruta
La ruta cubre una distancia de aproximadamente una milla y finalmente se eleva por encima de las ruinas de Machu Picchu. Las ruinas mismas sirven como parada final para los excursionistas que completan una caminata opcional de cinco días desde un punto muy alejado de Aguas Calientes, la ciudad en la base de Machu Picchu. Muchos guías turísticos han recomendado esta caminata porque ofrece una excelente vista de la ciudad de Machu Picchu.
Para llegar a Inti Punku, se debe recorrer el camino inca, que demora entre tres y cuatro horas de ida y vuelta. Hay carteles visibles a lo largo del Camino Inca que indican las direcciones hacia la Puerta del Sol. Desde la Puerta del Sol, se pueden ver la montaña Machu Picchu, la montaña Huayna Picchu, el río Urubamba y la montaña Putucusi.
Aunque el sendero a Inti Punku está abierto todo el año, hay más lluvias de noviembre a abril. Debido al clima impredecible de la región, se recomienda a los turistas que estén preparados con ropa para la lluvia y protección solar.

## Galería

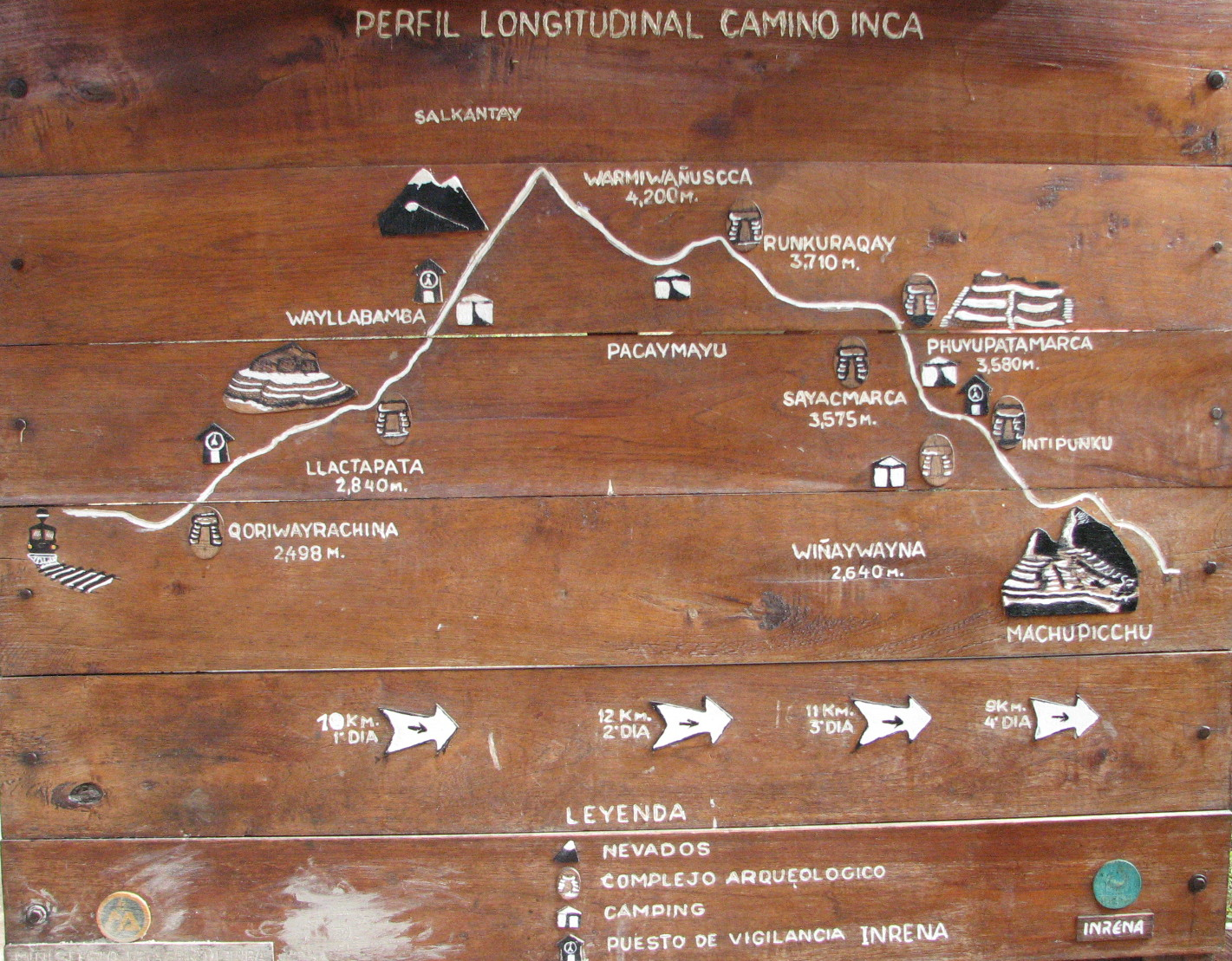
Letrero en el punto de control cerca de Willkaraqay que muestra la ubicación de Inti Punku.
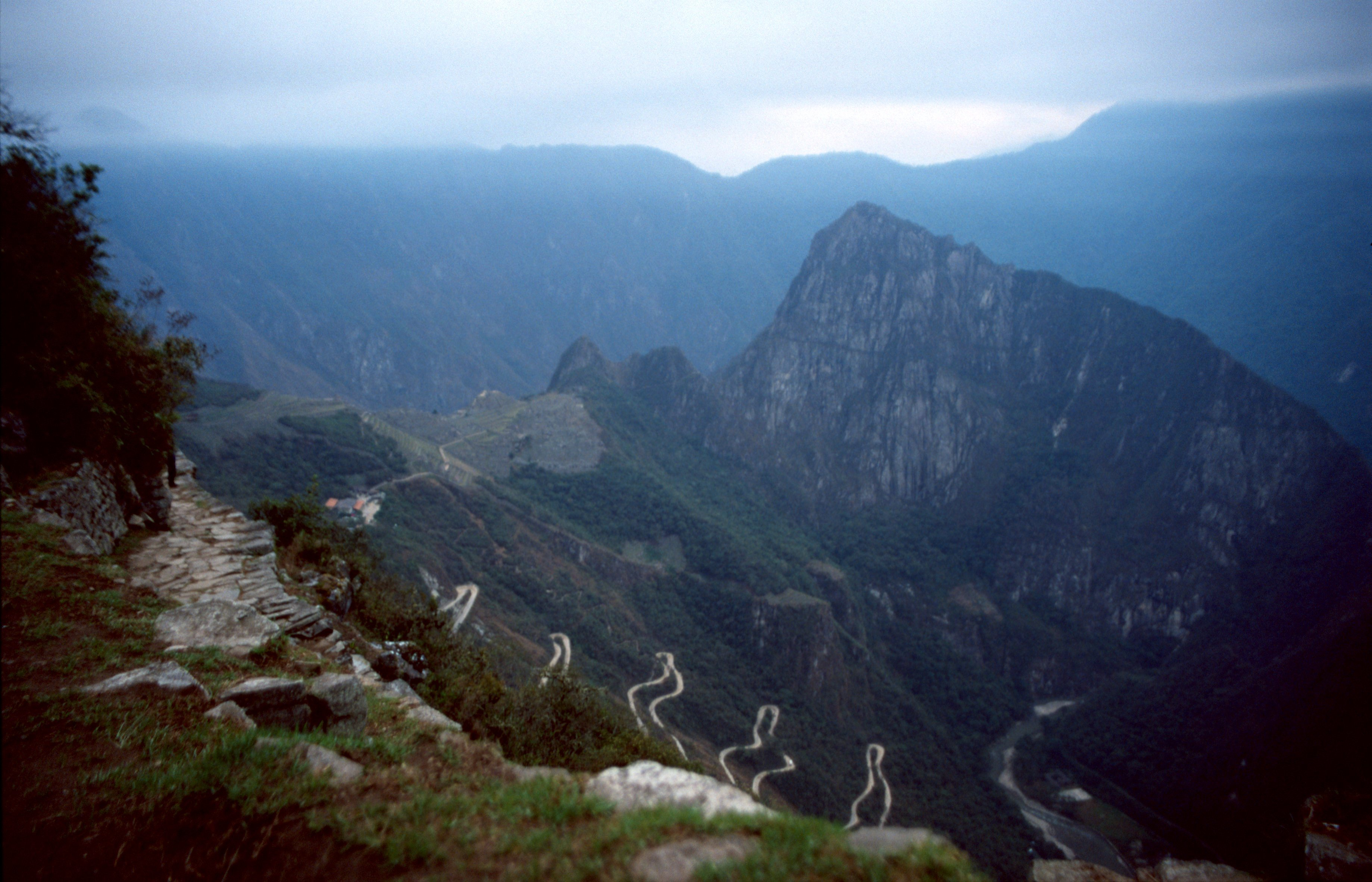
Primera vista de Machu Picchu antes del amanecer desde Inti Punku.